# Округ Ален (Кентаки)
Округ Ален (енгл. Allen County) је округ у америчкој савезној држави Кентаки.

## Демографија
По попису из 2010. године број становника је 19.956, што је 2.156 (12,1%) становника више него 2000. године.
| Група             | 2000.          | 2010.          |
| Белци             | 17.293 (97,2%) | 19.203 (96,2%) |
| Афроамериканци    | 191 (1,1%)     | 164 (0,8%)     |
| Азијати           | 21 (0,1%)      | 31 (0,2%)      |
| Хиспаноамериканци | 147 (0,8%)     | 297 (1,5%)     |
| Укупно            | 17.800         | 19.956         |